# Marjanske crkvice
Marjanske crkvice, sakralne građevine nekoć, a dijelom i danas razmještene na padinama brda Marjan na zapadnoj strani splitskog poluotoka. U prošlosti je Marjan bio hodočasničko mjesto Splićana koji su pohodili brojne crkvice i kapele izgrađene na brdu koje se u srednjem vijeku nazivalo Mons Kyrie Eleyson
Na području Marjana danas je deset crkava, s tim da se i varoške crkve ubrajaju u marjanske. Ukupno je bilo 29 crkava na Marjanu i tri samostana, međutim mnogo ih je propalo i razrušeno tijekom stoljeća.

## Crkvice na Marjanu
- samostan sv. Stjepana pod borovima na Sustipanu - 11. stoljeće.
- crkvica Gospe od Dobrog svita (savjeta) u Kašteletu - sagrađena 1513. godine.
- crkva sv. Mande - 12. stoljeće.
- crkva sv. Mikule na Stagnji - 11. stoljeće
- crkva Sv. Križa u Varošu - izgrađena 1685. godine, nedaleko od stare koja je porušena trideset godina ranije zbog turske opasnosti.
- crkva Gospe od Sôca u Varošu - 10. stoljeće.
- crkva sv. Luke u Varošu - 13. stoljeće
- crkva Gospe od Spinuta - 11. stoljeće.
- crkva sv. Nikole na Gori - sagrađena 1219. godine.
- crkva Gospe od Betlema - kraj 15. stoljeća.
- crkva sv. Jere - 2. polovica 15. stoljeća.
- crkva Gospe od Sedam žalosti - izgrađena 1362. godine.
- crkva sv. Jure na rtu Marjana - 9. stoljeće.
- crkva sv. Benedikta (ostatci) - 14. stoljeće.

## Porušene crkvice na Marjanu
U vizitaciji splitskog nadbiskupa Stjepana Cosmija 1682./63. godine nabrojane su crkve i kapele koje su tada postojale u Splitu i u njegovoj bližoj okolici, uključujući i Marjan. Tom prilikom popisane su i danas postojeće crkve, ali i neke kojih više nema, poput crkve sv. Petra, sv. Ivana Evanđeliste, Sv. Dujma, Sv. Anastazija (Staša), sv. Filipa i Jakova, Sv. Spasitelja itd.

## Galerija
- Crkva sv. Bene u uvali Bene na Marjanu
- Crkva sv. Jure na rtu Marjana
- Crkva sv. Jure na rtu Marjana
- Detalj crkve sv. Jure
- Crkva sv. Jere na Marjanu
- Eremitaž sv. Cirijaka na Marjanu
- Dalsi Eremitaž na Marjanu
- Crkva sv. Nikole
- Crkva Gospe od Betlema
- Crkva Gospe od Sedam žalosti - izgrađena
- Crkvica sv. Jere
- Crkvica sv. Jure
- Crkvica sv. Jure
- Crkva sv. Mande
- Crkva sv. Nikole na Stagnji
- Crkva Gospe od Spinuta